# Stephanie Rhodes-Bosch
Stephanie Rhodes-Bosch, née le 17 juillet 1988 à Edmonton, est une cavalière canadienne de concours complet.

## Carrière
Aux Jeux équestres mondiaux de 2010 à Lexington, elle remporte la médaille d'argent en concours complet par équipes, avec Selena O'Hanlon, Hawley Bennett-Awad et Kyle Carter.